# Thienemanniella liae
Thienemanniella liae är en tvåvingeart som beskrevs av Analia C.Paggi 2007. Thienemanniella liae ingår i släktet Thienemanniella och familjen fjädermyggor. Inga underarter finns listade i Catalogue of Life.